# Effusion de sang de Mommila
L'effusion de sang de Mommila (finnois : Mommilan veriteot) a eu lieu le 7 novembre 1917, sur la route entre le manoir de Mommila qui faisait alors partie de la municipalité de Lammi, et le village de Mommila, qui faisait partie d'Hausjärvi.
L'évènement a lieu le même jour que la Révolution d'octobre à Saint-Pétersbourg.

## Description
Des marins russes à la recherche d'armes au manoir se sont battus avec la Gardes blancs de Lahti et ont tué le conseiller agricole Alfred Kordelin.
Le 5 novembre 1917, 18 invités arrivent au manoir de Mommila pour y célébrer, le jour suivant, le 49e anniversaire d'Alfred Kordelin,.
Le 6 novembre, vers trois heures et demie de l'après-midi, l'avocat de Kordelin, le juge Risto Ryti, est arrivé avec sa femme Gerda.
À trois heures de l'après-midi, le téléphone sonne, et Alfred Kordelin parle longtemps au téléphone. 
Après l'appel, Alfred Kordelin informé ses invités que le pasteur Toivo Kukkonen a annoncé qu'un grand nombre de marins russes lourdement armés vient d'arrivé à la halte de Mommila. Sur la base des informations circulant dans la localité, on suppose que les marins viennent à Mommila pour capturer des personnes et piller.
Le soir du 6 novembre 1917, Alfred Kordelin appelle Johan Kemp, le commandant de la Garde blanche de Lahti et la Garde blanche de Riihimäki, leur parle de la bande de marins arrivée à la gare de Mommila et leur demande d'envoyer des hommes.
La garde blanche de Lahti envoie six hommes armés au manoir pour protéger Alfred Kordelin, et les hommes arriveront sur les lieux à partir de dix heures du soir. 
Deux d'entre eux étaient armés de fusils Winchester, l'un d'un fusil militaire russe et deux étaient armés de fusils militaires autrichiens, quelques-uns avaient également des armes de poche. Leur commnandant est Gustav Adolf Koskela.
Durant la nuit du 6 au 7 novembre, la garde de Lahti reste en contact téléphonique constant avec le manoir de Mommila. 
Le matin du 7 novembre, la connexion téléphonique avec le manoir a été coupée vers 7 heures.
Un train emmène 34 Garde blanche de Lahti à la gare de Mommila.
Le  7 novembre, à 10 heures du matin, une voiture entre dans la cour du manoir et cinq marins russes en sortent. Par la suite, 26 autres marins russes lourdement armés entrent dans la cour.
Alfred Kordelin décide de ne pas s'opposer par les armes aux marins russes en raison de leur grande supériorité, et pour cette raison les Gardes blancs de Lahti cachent leurs armes dans la maison.
Les marins assiègent le bâtiment principal. Ils sont dirigés par Johan Skott, un truand  finlandais habillé en costume de marin. 
Certains marin se rendent chez l'intendant du manoir, Anton Forssel, où ils cassent et pillent tout ce qui vaut la peine d’être pillé.
Alfred Kordelin demande poliment aux marins ce qui ils cherchent, mais il n'obtient aucune réponse. Il leur demande alors poliment de s'asseoir. 
Après un certain temps, Allên a joué du piano à queue et les invités de l'anniversaire commencent à danser. 
Cela étonnera les marins. Alfred Kordelin offrait aux invités de la nourriture qui était abondamment offerte sur les tables. Les marins ont refusé par crainte que la nourriture ne soit empoisonnée.
Plus tard, Johan Skott, le chef de l'escadron, qui marchait dans la cour du manoir, est averti par Kalle Lindberg de l'arrivée de nombreux gardes blancs au village.
Johan Scott et un groupe de marins se précipitent au village mais ils n'y trouvent aucun garde blanc.
Johan Skott et les marins se rendent alors au bâtiment principal. 
Armé d'un revolver, Johan Skott menace Alfred Kordelin, qui était assis sur une chaise en osier au fond de la salle, criant et disant qu'il était « une cellule de Satan ». 
Johan Scott enrage et ordonne une fouille corporelle des invités et du domicile.
Au milieu de la fouille, le téléphone sonne dans le bureau de Kordelin. 
Cela effraye les marins qui avaient auparavant coupé tous les fils téléphoniques et renversé les poteaux téléphoniques. 
Pendant leur fouille, les marins trouvent deux fusils et deux revolvers. 
Ils cassent et détruisent alors tout ce qu'ils trouvent.

## Évènements sur la route de la gare
À midi, les marins russes préparent leur départ. 
Cependant, leur guide, leur suggére d'arrêter Alfred Kordelin et les six gardes blancs envoyés de Lahti. 
Alfred Kordelin et ses vingt invités sont emprisonnés et partent à cheval vers la gare de Mommila. 
Des marins russes conduisent la voiture précédant les chevaux.
Les 34 membres de la garde blanche de Lahti envoyés à Mommila n'arrivent à la gare de Mommila qu'à midi car le départ a été retardé à cause d'un train militaire se rendant à Saint-Pétersbourg.
Ces membres de la garde sont équipés de six fusils et de plusieurs pistolets, et ont l'ordre du gouverneur du comté de Häme de maintenir l'ordre à Mommila.
Ils sont rejoints par les habitants de Kärköla et par le commandant des gardes blancs de Lahti, le lieutenant J. Tamminen, qui fait office d'interprète. 
La foule commence à marcher de la gare vers le manoir de Mommila, distant de neuf kilomètres.
À trois kilomètres de la gare de Mommila, une voiture s'approche des gardes,  qui essayent de l'arrêter, mais on tire dans leur direction.
Les membres de la garde commencent la bataille avec les marins russes. 
Pendant la bataille, l'intendant de la propriété, Anton Forssel, sort de la calèche et un marin tente de l'assassiner en le frappant avec un gros pistolet sur la tête, faisant tomber Anton Forssel dans un fossé la tête en sang.
Un marin en colère court, criant et agitant un pistolet, se dirige vers la calèche transportant Alfred Kordelin.
Il frappe Alfred Kordelin à la tête avec son pistolet, puis il tire sur celui-ci. 
Le chapeau d'Alfred Kordelin tombe sur la route et son corps bascule à droite.
Paul Pettersson, le directeur du manoir de Jokioinen, est assis sur le siège du conducteur, face au meurtrier. 
Le marin tire dans le dos de Paul Petterson dont le corps rebondit, tombant sur le dos au-dessus d'Alfred Kordelin, ses jambes restant sur le siège du conducteur.
Oksanen, le cocher de la calèche, court dans la forêt au bord de la route et se rend au manoir pour raconter l'incident. 
Rainio, tourne brusquement son cheval et se précipite aussi vers le manoir pour parler de la tuerie.
Les autres  invités d'Alfred Kordelin capturés par les marins se sont enfuis dans les bois. Le motif de la tuerie a probablement été une vengeance.
Johan Skott, le guide des marins russes, est un ancien employé du manoir, qui avait été  licencié et expulsé du manoir.
Parmi les gardes blancs, le photographe Uno Berglund et le forestier August Koivunen sont tombés dans les échanges de tirs. Il n'y a pas d'informations précises sur les pertes des marins russes.
Johan Skott a été blessé dans l'escarmouche et est décédé quelques jours plus tard à l'hôpital. Toivo Jokela, un cavalier de 15 ans qui transportait des prisonniers, a également été blessé et est décédé plus tard des suites de ses blessures à l'hôpital chirurgical d'Helsinki.
L'incident a provoqué des rassemblements de gardes blancs. Riihimäki est devenu une solide base militaire russe, qui a commencé à chasser les gardes blancs de Lahti.

### Filmographie
- Film sur la tuerie